# Восточный (Степновский район)
Восто́чный — хутор в Степновском районе (муниципальном округе) Ставропольского края России.
До 16 марта 2020 года входил в состав муниципального образования «Сельское поселение Степновский сельсовет».

## География
Расстояние до краевого центра: 235 км.
Расстояние до районного центра: 12 км.

## Население
| 1989 | 2002 | 2010 | 2014 |
| ---- | ---- | ---- | ---- |
| 284  | ↗346 | ↗401 | ↘400 |

По данным переписи 2002 года, в национальной структуре населения преобладают русские (60 %).

## Образование
- Основная общеобразовательная школа № 8[7]

## Кладбище
- Общественное открытое кладбище (ул. Мира). Площадь участка 3879 м²[8].